# روبرت كوربيت (عسكري)
روبرت كوربيت (بالإنجليزية: Robert Corbett)‏ هو عسكري بريطاني، ولد في 16 مايو 1940 في هوف في المملكة المتحدة.